# 1988년 하계 올림픽 인도네시아 선수단
인도네시아는 1988년 9월 17일부터 10월 2일까지 대한민국 서울에서 열린 1988년 하계 올림픽에 참가했다. 인도네시아는 1988년 하계 올림픽에서 은메달 1개를 획득하였다.

## 출전 선수
| 종목   | 남자 | 여자 | 전체 |
| ------ | ---- | ---- | ---- |
| 양궁   | 1    | 3    | 4    |
| 육상   | 5    | 0    | 5    |
| 복싱   | 2    | –    | 2    |
| 펜싱   | 1    | 1    | 2    |
| 요트   | 2    | 0    | 2    |
| 사격   | 0    | 1    | 1    |
| 수영   | 2    | 0    | 2    |
| 탁구   | 1    | 0    | 1    |
| 테니스 | 2    | 1    | 3    |
| 역도   | 5    | –    | 5    |
| 레슬링 | 2    | –    | 2    |
| 전체   | 23   | 6    | 29   |

## 메달 집계

### 종목별 메달 집계
| 종목 정보 | 참가 선수 | 1 | 2 | 3 | 메달 합계 |
| --------- | --------- | - | - | - | --------- |
| 양궁      | 4         | 0 | 1 | 0 | 1         |

## 같이 보기
- 올림픽 인도네시아 선수단